# Uwe Meixner
Uwe Meixner (* 10. Dezember 1956 in Bayreuth) ist ein deutscher Philosoph. Seine Hauptarbeitsgebiete sind Metaphysik, Formale Ontologie, Logik und Geschichte der Philosophie.

## Biographie
Meixner studierte an der Universität Regensburg Philosophie, Anglistik, Allgemeine Sprachwissenschaft und Psychologie. 1979 / 1980 folgte ein einjähriger Aufenthalt als Fulbright-Stipendiat an der Vanderbilt University, Nashville, USA. Nach dem Magister Artium nahm er 1983 eine Stelle als wissenschaftliche Hilfskraft am Lehrstuhl für Theoretische Philosophie bei Franz von Kutschera an der Universität Regensburg an, die er bis zu seiner Dissertation 1987 (zum Thema Handlung, Zeit, Notwendigkeit) innehatte. 1987–1993 arbeitete er dort als Wissenschaftlicher Assistent und habilitierte sich 1990 zum Thema axiomatische Ontologie. Seit 1993 Lehraufträge, Gastdozenturen und Ähnliches für Theoretische Philosophie, Logik, Wissenschaftsphilosophie, Kognition an verschiedenen Universitäten. Seit 1997 war er zusammen mit Albert Newen Herausgeber (jetzt zusammen mit ihm nur noch Gründungsherausgeber) des Jahrbuchs Philosophiegeschichte und logische Analyse, seit 1998 Mitherausgeber der Zeitschrift Metaphysica. 1997–2000 Mitarbeit am DFG-Projekt Kausalität im Rahmen alternativer Weltverläufe, später Mitarbeit am DFG-Projekt Philosophie der ontischen Modalitäten sowie am DFG-Projekt Außensicht vs. Innensicht: Rekonstruktion und vergleichende Kritik der Philosophien der Psychologie von Husserl und Wittgenstein. Seit dem Sommersemester 2009 nahm Meixner für einige Jahre Lehraufträge an der Hochschule für Philosophie, München, wahr. Mit dem zuletzt genannten Forschungsprojekt, das zu der Publikation Defending Husserl führte (siehe unten), war Meixner seit 2010 am Institut für Philosophie der Universität Augsburg angesiedelt und war auch dort Lehrbeauftragter. Vom Wintersemester 2013/2014 bis zu seiner Verabschiedung in den Ruhestand im Wintersemester 2022/23 war Meixner an dem zum Institut für Philosophie der Universität Augsburg gehörenden Lehrstuhl für Philosophie mit Schwerpunkt Analytische Philosophie und Wissenschaftstheorie fest angestellt, zuletzt als Professor für Analytische Philosophie.

## Positionen
Gestützt auf seine modallogischen Untersuchungen, vertritt Meixner die ontologische These, dass es Entitäten gibt, die nicht existieren, d. h. die nicht in unserer wirklichen, wohl aber in mindestens einer möglichen Welt vorkommen.
In der Philosophie des Geistes setzt sich Meixner gegen den heute vorherrschenden naturalistischen Trend für einen moderaten psychophysischen Dualismus ein: Die Eigenschaften des Bewusstseins, kausale Kraft zu besitzen und Gegenstand innerer Erfahrung zu sein, sprechen laut Meixner für die Annahme, dass es sich bei Bewusstsein bzw. Geist einerseits und Körper andererseits um zwei kategorial verschiedene Entitäten handelt, wobei die ontologische Selbstständigkeit des Bewusstseins an sich noch nicht für dessen Fähigkeit spricht, auch ohne den Körper zu existieren. Die im Bewusstsein auf das Bewusstsein selbst bezogene und daher reflexive innere Erfahrung findet Meixner auf vorbildlich getreue Weise bei Edmund Husserl dargestellt, weshalb er in seinen einschlägigen Studien zur Begegnung zwischen Analytischer Philosophie und Phänomenologie beiträgt.

## Schriften

### Monographien
- Handlung, Zeit, Notwendigkeit: Eine ontologisch-semantische Untersuchung, De Gruyter, Berlin 1987, 234 S. (Dissertation)
- Axiomatische Ontologie, Roderer, Regensburg 1991, 395 S. (Habilitationsschrift)
- Ereignis und Substanz: Die Metaphysik von Realität und Realisation, Schöningh, Paderborn 1997, 389 S.
- Axiomatic Formal Ontology, Kluwer, Dordrecht 1997, 395 S. (Keine bloße Übersetzung von 2., sondern in englischer Sprache in großem Ausmaß neu verfasst.)
- Theorie der Kausalität. Ein Leitfaden zum Kausalbegriff in zwei Teilen, mentis, Paderborn 2001, 582 S. (Drucklegung von der DFG gefördert.)
- The Two Sides of Being. A Reassessment of Psycho-Physical Dualism, mentis, Paderborn 2004, 486 S.
- Einführung in die Ontologie, Wissenschaftliche Buchgesellschaft, Darmstadt 2004, 219 S.
- David Lewis, mentis, Paderborn 2006, 129 S.
- The Theory of Ontic Modalities, ontos, Heusenstamm bei Frankfurt a. M. 2006, 374 S.
- Modalität. Möglichkeit, Notwendigkeit, Essenzialismus, Klostermann, Frankfurt a. M. 2008, ISBN 978-3-465-04050-7, 247 S.
- Philosophische Anfangsgründe der Quantenphysik, ontos, Heusenstamm bei Frankfurt a. M. 2009, 252 S.
- Modelling Metaphysics. The Metaphysics of a Model, ontos, Heusenstamm bei Frankfurt a. M. 2010, 274 S.
- Defending Husserl. A Plea in the Case of Wittgenstein & Company Versus Phenomenology, de Gruyter, Berlin-Boston 2014, 509 S.
- Liebe und Negativität, Aschendorff, Münster 2017, 261 S.
- Metaphysik ohne Vorurteile, Wissenschaftliche Buchgesellschaft, Darmstadt 2021, 357 S.
- Grundzüge der logischen Grammatik der natürlichen Sprache, Universität Augsburg, Augsburg 2022, 141 S.
- Von der Schönheit der Kunst der Logik, Universität Augsburg, Augsburg 2024, 386 S.
- Schöpfung und Erlösung. Eine philosophische Theologie, Universität Augsburg, Augsburg 2025, 130 S.

### Sammelbände
- Klassische Metaphysik in der Reihe Alber-Texte Philosophie mit Einleitung und bio-bibliographischen Anmerkungen, Alber Verlag, Freiburg/München 1999.
- Metaphysik im postmetaphysischen Zeitalter. Akten des 22. Internationalen Wittgenstein Symposiums, öbv & hpt Verlagsgesellschaft, Wien 2001.
- Philosophie der Logik in der Reihe Alber-Texte Philosophie mit Einleitung und bio-bibliographischen Anmerkungen, Alber Verlag, Freiburg/München 2002.
- Zusammen mit Peter Simons: Beiträge des 22. Internationalen Wittgenstein Symposiums: Metaphysik im postmetaphysischen Zeitalter, 2 Bände, 1999.
- Zusammen mit Rafael Hüntelmann und Erwin Tegtmeier: Ontologie der Modalitäten, Röll, Dettelbach 2000.
- Zusammen mit Albert Newen: Seele, Denken, Bewusstsein, De Gruyter, Berlin 2003.